# زبابة التايغا
زبابة التايغا (الاسم العلمي: Sorex isodon) (بالإنجليزية: Taiga Shrew)‏ هي نوع من الثدييات يتبع جنس الزبابة من الفصيلة الزبابات.